# Covent Garden (Londen)
Covent Garden is een wijk in het Londense bestuurlijke gebied City of Westminster, in de regio Groot-Londen.
Hier wordt ook het winkel- en entertainmentgebied Covent Garden Market vaak mee in verband gebracht, wat vlak bij de ingang van het Royal Opera House ligt. Ook naast Covent Garden Market ligt het London Transport Museum, het museum van vervoer in Londen.
De dichtstbijzijnde metrostations zijn Covent Garden en Leicester Square.

## Geboren
- William Turner (1775-1851), kunstschilder

## Galerij

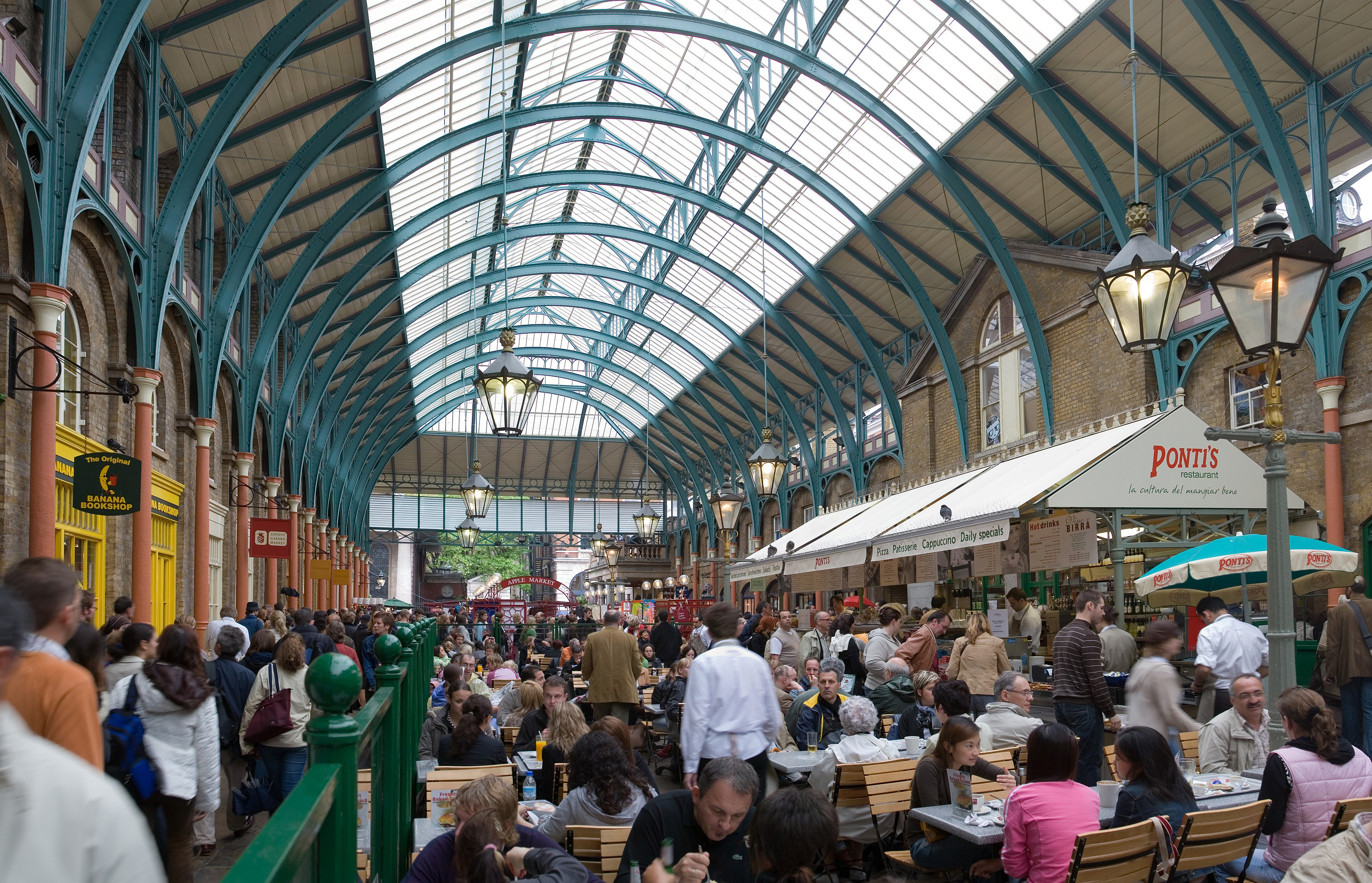
De Covent Garden Market